# Necronomicón (revista)
Necronomicón fue una revista literaria venezolana dirigida por el escritor y editor venezolano Jorge De Abreu, enfocada en relatos cortos de ciencia ficción, fantasía y terror. Publicación de la extinta Asociación Venezolana de Ciencia Ficción y Fantasía AVCFF, fundada en 1984.

## Historia
Su primera aparición fue en mayo de 1993 y continúo durante 23 números hasta noviembre de 2012. Experimentando una pausa de diez años desde la edición del segundo número hasta la aparición del tercero y continuando la misma numeración, pero señalando “segunda época” en las portadas a partir de ahí. Aunque en un principio los relatos que surgían eran producto de talleres literarios y el concurso literario anual ‘’Jugo’’ convocado por la misma asociación, con el tiempo se abrió a la participación de autores de distintas partes del mundo, no solo de Venezuela, y es una de las iniciativas de edición especializada en estos géneros de ficción en el país.

## Importancia en la literatura de Ciencia Ficción
Esta publicación expresaba una fuerte predilección por la temática de horror cósmico literario de H.P. Lovecraft y la mayor parte de sus autores hicieron algún aporte en el cual se nota la influencia temática o estilística. Sirve como un punto de referencia para la investigación sobre la influencia de este escritor en Latinoamérica.
Muchos de sus autores han tenido distintos reconocimientos a nivel del subgénero y fuerte presencia de publicación en otras revistas especializadas como Axxón, Alfa Eridiani, miNatura, Exégesis, TauZero y Crónicas de la Forja entre muchas otras. Por sus páginas colaboraron 60 autores de diferentes partes de Hispanoamérica, 20 de ellos venezolanos. Los otros son principalmente de España (al menos 15), Argentina (al menos 9) y México (al menos 4).
Algunos de los autores que publicaron en esta revista y que además poseen publicaciones en otros medios (revistas y libros) además de haber sido premiados en algunos concursos literarios son: Sergio Gaut vel Hartman, Néstor Darío Figueiras, Miguel Ángel López, Hernán Domínguez Nimo, Jorge Sánchez, y Jorge Martínez Villaseñor. La revista dejó de editarse en noviembre de 2012 en el número 23 año 11.

## Revistas asociadas
Además de esta revista existieron otras publicaciones del mismo origen que vale la pena mencionar por su relación:
Una revista precursora llamada ‘’’Cygnus’’’ con una trayectoria de 5 números anuales, iniciada en marzo de 1986 y dedicada en exclusiva a la ciencia ficción en donde el editor de Necronomicón aparece como colaborador de relatos y articulista. Temporal, una revista que hizo de sucesora durante el lapso de pausa de Necronomicón para los talleres literarios. De menor relevancia pero importante para el seguimiento de los autores de Necronomicón inicial y sobre autores venezolanos.Además la revista ‘’’Ubikverso’’’, que arranca en octubre-diciembre 2004, bajo la misma temática de literatura de ciencia ficción pero sin el carácter Lovecraftiano, y con el mismo editor, que pretendía erigirse como revista insignia de la asociación.